# 10030 Philkeenan
10030 Philkeenan (1981 QG) là một tiểu hành tinh vành đai chính được phát hiện ngày 30 tháng 8 năm 1981 bởi E. Bowell ở trạm Anderson Mesa thuộc Đài thiên văn Lowell. Nó được đặt theo tên Philip Childs Keenan, một nhà thiên văn học Mỹ.